# Alosa de clatell rogenc
La alosa de clatell rogenc (Mirafra africana) és una espècie d'ocell de la família dels alàudids (Alaudidae)

## Hàbitat i distribució
Habita praderies i sabanes del sud-oest de Mali, sud-est de Guinea, Sierra Leone, Libèria, Costa d'Ivori, centre de Nigèria, Camerun, el Gabon, sud-oest de la República Centreafricana, nord i sud-est del Sudan, centre d'Etiòpia, Somàlia. Des de Gabon i Congo fins Angola. Sud i nord-est de la República Democràtica del Congo, Ruanda, Uganda, centre i oest de Kenya i Tanzània, Malawi, Zimbabwe, Zàmbia, fins al centre de Namíbia, sud de Botswana, Moçambic i l'est de Sud-àfrica.

## Taxonomia
La població de Somàlia és considerada per alguns autors una espècie de ple dret:
- Mirafra sharpii – alosa de Sharpe.[3]